# マイケル・メイブリック
マイケル・メイブリック（Michael Maybrick 1841年1月31日 - 1913年8月26日）は、イギリスの作曲家、バリトン歌手。スティーヴン・アダムズ（Stephen Adams）という筆名によってよく知られている。代表作は英語による宗教歌曲でも最も有名な曲の1つである「聖なる都市」。

## 幼少期
リヴァプールのチャーチ・アレイ（Church Alley）の8に生まれた。彫刻師の父ウィリアム・メイブリック（William-; 1815年-1853年?）と、母のスザンナ（Susannah; 1815年?-1883年?）の間の7人の息子の4男であった。祖父も父もリヴァプールのセントピーターズ教会教区の庶務係をしており、共に有名ではなかったが作曲も行った。伯父のマイケル・メイブリック（1799年-1846年）は同教会のオルガニストであり、教会音楽を作曲する傍らリヴァプール合唱教会の指揮者も務めていた。8歳になる頃にはピアノに熟達していた幼いメイブリックは、オルガンをW.T.ベスト（Best）に師事し、15歳でセントピーターズ教会のオルガニストとなった。彼も聖歌を作曲し、ある作品はロンドンでも演奏された。

## 音楽家としてのキャリア
1865年にライプツィヒへ渡ったメイブリックはカール・ライネッケ、イグナーツ・モシェレス、ルイ・プレディに鍵盤楽器演奏と和声学を学んだ。しかし、その後ミラノに向かいガエターノ・ナーヴァ（Gaetano Nava）にバリトンとして特訓を受けることを決意する。イタリアの劇場で経験を積んだ彼は、1869年2月25日、ロンドンにおけるメンデルスゾーンのオラトリオ「エリヤ」の公演で大きな成功を収める。さらにコントラルトのシャーロット・セイントン＝ドルビーと共に出演したワーグナーのオペラ「ローエングリン」におけるテルラムント伯爵役も大成功となり、1870年6月6日の彼女の引退公演、イングランド各地の音楽祭の常連として、またカール・ローザのオペラ興行会社との共演でこの役を演じた。彼はロンドンおよび地方で行われるあらゆる主要な演奏会でバリトンとして出演し、英語のオペラもこなした。
1870年代の初頭までにメイブリックは「A Warrior Bold」を皮切りに、自作の歌曲も披露するようになった。多くはフレッド・ウェザーリー（Fred Weatherly）が詩を書き、メイブリックがスティーヴン・アダムズの筆名で発表したもので、極めて大きな人気を博した。初期の船乗りの歌（sea song）「Nancy Lee」は2年間で10万部を超える売り上げを記録した。メイブリックの他の作品は船乗りの歌「The Tar's Farrewell」、「They All Love Jack」、「The Midshipmite」や抒情歌曲「Your Dear Brown Eyes」、愛の歌「The Children of the City」、宗教曲「The Blue Alsatian Mountains」、「The Star of Bethlehem」、および人気の「The Holy City」である。1884年にはアメリカに演奏旅行を行い、自作歌曲を披露した。彼の友人には彼が魅力的な人物であったという者もあれば、傲慢で自惚れ屋だという者もいる。

## 引退後
メイブリックは熱心なアマチュアスポーツ選手で、クリケット、ヨット、自転車競技を行うとともに射撃の主将だった。1893年3月9日に40歳だった家政婦ローラ・ウィザーズ（Laura Withers）と結婚しワイト島のライド（Ryde）に落ち着いた。2人はメイブリックの兄であるジェームズ（James）の2人の子どもを連れてやってきた。ジェームズは切り裂きジャック事件で容疑者とされた人物であり、その妻フローレンス（Florence）は1889年に夫を殺害した罪で有罪判決を受けている（ただし、1904年の再審で釈放された）。メイブリックはワイト島病院の理事長、行政長官、ライドの市長を5回歴任した。また、彼はフリーメイソンでもあった。彼は周期的に訪れる痛風の治療のため、バクストン（Buxton）に滞在して3週間経った1913年8月26日、睡眠中に心臓に異変が生じこの世を去った。遺体は4日後にライドに埋葬されている。